# JLime
JLime（Jornada Linux Mobility Edition）は、HP Jornada 向けのLinuxディストリビューションである。Kristoffer Ericson と Henk Brunstin が2003年後半に作成した。開発にはOpenEmbeddedを使っている。

## 歴史と名称
JLimeの構築作業は2003年末ごろ、HP 6xx Jornada 上で動くLinuxディストリビューションを実現するために開始された。JLimeプロジェクトはJornada上で高速性と携帯性をもたらすディストリビューションとなることを目標としていた。Jornadaは2.6カーネルではサポートされておらず（開発者とテスト用マシンがなかったため）、プロジェクトの最初の目標は 2.6.9 カーネルのブートを実現することだった。
2006年2月、Jlimeのサイトは同フォーラムユーザー "chazco" によりリニューアルされた。
最近（2007年第1四半期）では、NEC MobilePro 900 をサポート機器に加えるべく作業をしている。

## JLimeインストーラ
開発者の "Chazco" と "B_Lizzard" は、initrdベースのインストールツールを作成した。それを使うと、別のLinuxマシンを使わずにJornadaにJLimeをインストールできる。多くのPDAシステムはフラッシュメモリを使うが、Jornadaにはその機能がなかった。したがってJLimeは（パーティションを切った）コンパクトフラッシュカード上にインストールされる。インストーラはテキストベースのダイアログ指向インタフェースを使う。

## パッケージ管理
JLime はAPTの機能を最小限にしたようなツールipkgでパッケージを扱う（パッケージ管理システム参照）。任意の既存のインターネットコネクションを使うか、ローカルにインストール/削除/更新が可能である。パッケージをいわゆるフィードリポジトリからダウンロードし、依存関係は自動的に処理される。

## Jornada上のIceWM
JLimeは完全なLinuxディストリビューションであり、GUI環境として現在はIceWMを使っている。JLimeにはIceWM上で動作するアプリケーションとして、Minimo、X-Chat、Dillo、ROX-Filer、AbiWord、Leafpad、Torsmo などが含まれている。

## リリース履歴
| リリース名 | プラットフォーム          | リリース日 |
| Shrek      | [HP] 620/660/680/690      | - 2004年夏 - 廃止 |
| Donkey     | [HP] 620/660/680/690      | - 0.5.0, 2006年8月6日 - 1.0.0, 2006年10月31日 - 公式リリース - 1.0.1, 2006年11月6日 - バグ修正リリース - IceWM, 2008年 |
| Vargtass   | [HP] 620/660/680/690      | - 2008年11月1日 - 5.0pre4                                                                                              |
| Mongo      | [HP] 720/728              | - OPIEユーザランド 2008年3月16日 - 安定版 - IceWMユーザランド 2008年3月16日 - 安定版                                   |
| Farquaad   | [NEC] 770/780/790/800/880 | - 未リリース |
| Henchman   | [NEC] 900/900c            | - 2008年2月20日 |
| ---------- | ------------------------- | --- |

## JLime 移植版
| リリース名 | サポートするHP Jornada         | 移植元         |
| Shlack     | 620/660/680/690                | - Slackware    |
| Manfred    | 620/660/680/690                | - Debian Sarge |
| Stark      | （未リリース） 720/728         | - Arch Linux   |
| Shark      | （未リリース） 620/660/680/690 | - Arch Linux   |
| ---------- | ------------------------------ | -------------- |